# Eunica tatilista
Eunica tatilista är en fjärilsart som beskrevs av William James Kaye 1926. Eunica tatilista ingår i släktet Eunica och familjen praktfjärilar. Inga underarter finns listade i Catalogue of Life.